# Округ Хардин (Ајова)
Округ Хардин (енгл. Hardin County) је округ у америчкој савезној држави Ајова.

## Демографија
По попису из 2010. године број становника је 17.534, што је 1.278 (-6,8%) становника мање 2000. године.
| Група             | 2000.          | 2010.          |
| Белци             | 18.081 (96,1%) | 16.430 (93,7%) |
| Афроамериканци    | 116 (0,6%)     | 217 (1,2%)     |
| Азијати           | 60 (0,3%)      | 79 (0,5%)      |
| Хиспаноамериканци | 455 (2,4%)     | 651 (3,7%)     |
| Укупно            | 18.812         | 17.534         |